# بروغنثسيس
بروغنثسيس (بالإنجليزية: Prognichthys) وهي من جنس السمك الطائر.

## الأصناف
هنالك حالياً 6 أصناف معروفة من هذا الجنس.